# 1994 en architecture
| Années de l'architecture : 1991 - 1992 - 1993 - 1994 - 1995 - 1996 - 1997    |
| Décennies de l'architecture : 1960 - 1970 - 1980 - 1990 - 2000 - 2010 - 2020 |

Cet article présente les faits marquants de l'année 1994 en architecture.

## Réalisations

### Asie

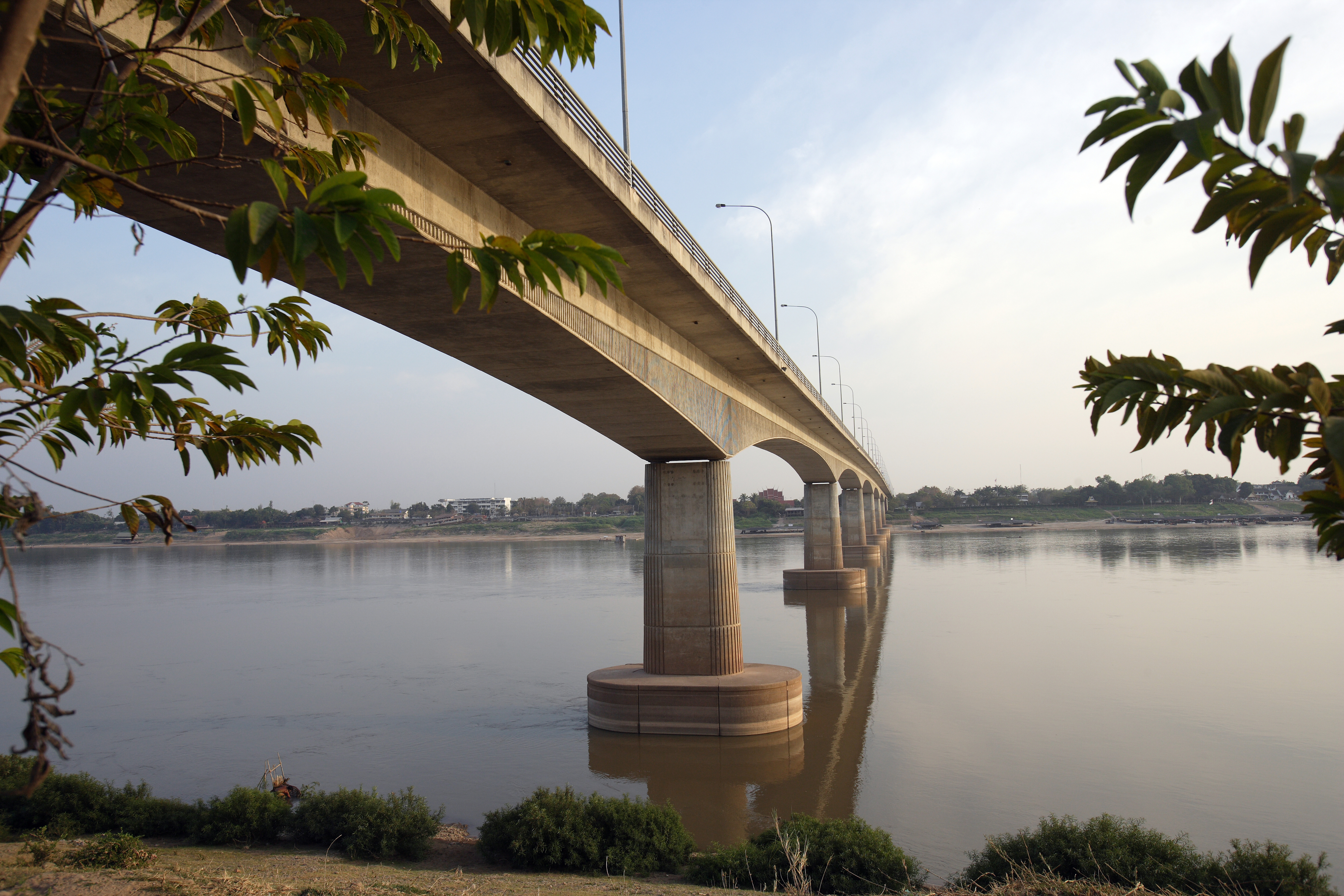
Le pont de l'amitié lao-thaïlandaise en 2009.

- 8 avril : inauguration du Pont de l'amitié lao-thaïlandaise sur le Mékong, entre Nong Khai et Vientiane.

### Europe
- 4 septembre : mise en service du terminal de l'Aéroport international du Kansai, Ōsaka (Japon), de l'architecte Renzo Piano.
- Bibliothèque François-Mitterrand de l'architecte Dominique Perrault.
- Début de la campagne de restauration de l'arc de Berà à Roda de Berà (fin en 1998)[1].

## Récompenses
- Prix Pritzker : Christian de Portzamparc.
- Prix de l'Équerre d'argent : Henri Gaudin et Bruno Gaudin, pour le stade Charlety, Paris 13e.

## Naissances
- x

## Décès
- 14 février : Pietro Belluschi (° 18 août 1899).
- 24 octobre : John Lautner (° 16 juillet 1911).
- 10 décembre : Henry Bernard (° 21 février 1912).